# 江公享堂
江公享堂是位於重慶市江津区几江街道的一座府邸，2000年9月7日列為第一批重慶市文物保護單位。
明成化年間為前工部尚書江淵所建。